# Dieter Jacobi
Dieter Jacobi (* 16. Mai 1937 in Berlin) ist ein deutscher Chirurg. Nachdem er von 1974 bis 1979 Chefarzt am Städtischen Krankenhaus in Mölln gewesen war, wirkte er von 1980 bis 2005 als Arzt in verschiedenen Hilfsprojekten in Afrika sowie für die Internationale Rotkreuz- und Rothalbmond-Bewegung in Kriegs- und Katastrophengebieten, darunter im Jahr 2001 für das Internationale Komitee vom Roten Kreuz als Regionalchirurg für Afrika. Über seine Einsatztätigkeit hat er zwei Bücher veröffentlicht.

## Leben
Dieter Jacobi wurde 1937 in Berlin geboren und studierte Medizin an der Universität Hamburg, an der er 1963 auch promovierte. In Hamburg absolvierte er danach auch seine Facharztausbildung zum Allgemeinchirurgen. Von 1974 bis 1979 war er Chefarzt der Chirurgie und Leiter des Städtischen Krankenhauses in Mölln. Anschließend ging er mit seiner ebenfalls als Ärztin tätigen Frau und seinen zwei Söhnen nach Togo, wo er von 1980 bis 1983 das von der Norddeutschen Mission, einem evangelischen Missionswerk, unterstützte Krankenhaus Hôpital Bethesda leitete. Danach war er bis 1988 für den Flying Doctor Service der Hilfsorganisation African Medical and Research Foundation (AMREF) in Kenia und Tansania tätig. Von 1988 bis 2005 wirkte er für das Internationale Komitee vom Roten Kreuz (IKRK), die Internationale Föderation der Rotkreuz- und Rothalbmond-Gesellschaften sowie das Deutsche Rote Kreuz (DRK) in verschiedenen Missionen in Kriegs- und Katastrophengebieten, darunter im Jahr 2001 als Regionalchirurg des IKRK für Afrika.
Dieter Jacobi hat aufgrund seiner umfangreichen Erfahrungen im Bereich der Kriegschirurgie Vorträge für das IKRK bei verschiedenen Seminaren gehalten und war, unter anderem 2002 im Rahmen des ICRC Master Surgeons Workshop, an der Ausarbeitung von entsprechenden Einsatzrichtlinien beteiligt. Im Jahr 1993 wirkte er für das DRK wesentlich an der Entwicklung der Feldhospital-Module für das Konzept der als Emergency Response Units (ERU) bezeichneten Nothilfeeinheiten mit. Über seine Erlebnisse während seiner Tätigkeit in Togo und seine Einsätze für das Rote Kreuz veröffentlichte Dieter Jacobi zwei Bücher. Der Westdeutsche Rundfunk hat einen Fernsehfilm über seine Arbeit für AMREF produziert. Nach 2005 war er für das Rote Kreuz weiterhin als Ausbilder tätig.

## Werke
- Fufu ist keine Götterspeise. Erlebnisse einer deutschen Arztfamilie in einem Buschkrankenhaus in Westafrika. Berlin und Bonn 2003; Zweite Auflage 2005
- Rahmat lebt. Als Rotkreuz-Arzt in den Krisengebieten dieser Erde. Berlin und Bonn 2007